# Tir amb arc als Jocs Olímpics d'estiu de 1900 - Au Chapelet 50 metres
La competició d'Au Au Chapelet a 50 metres va ser una de les proves de tir amb arc dels Jocs Olímpics de París de 1900. La qualificació per a la prova es va fer durant unes competicions per equips, que sols servien per a classificar els 6 millors arquers per a la prova individual. Sols es coneix el nom dels quatre primers classificats i es desconeix la puntuació aconseguida.

## Medallistes
| Or            | Plata       | Bronze        |
| Eugène Mougin | Henri Helle | Emile Mercier |

## Resultats
| Posició | Arquer              |
| ------- | ------------------- |
| Or      | Eugène Mougin       |
| Plata   | Henri Helle         |
| Bronze  | Emile Mercier       |
| 4       | Hubert van Innis    |
| 5-6     | arquers desconeguts |